# Communauté de communes du Pays Orne Moselle
Die Communauté de communes du Pays Orne Moselle ist ein französischer Gemeindeverband mit der Rechtsform einer Communauté de communes im Département Moselle in der Region Grand Est. Sie wurde am 4. Oktober 2000 gegründet und umfasst 12 Gemeinden (Stand: 1. Januar 2022). Der Verwaltungssitz befindet sich im Ort Rombas.

## Historische Entwicklung
Mit Wirkung vom 1. Januar 2022 verließ die Gemeinde Roncourt den Gemeindeverband und schloss sich der Eurométropole de Metz an. Dadurch verringerte sich die Anzahl der Mitgliedsgemeinden auf 12.

## Mitgliedsgemeinden
| Gemeinde                                    | Einwohner 1. Januar 2022 | Fläche km² | Dichte Einw./km² | Code INSEE | Postleitzahl |
| ------------------------------------------- | ------------------------ | ---------- | ---------------- | ---------- | ------------ |
| Amnéville                                   | 10.853                   | 10,46      | 1.038            | 57019      | 57360        |
| Bronvaux                                    | 504                      | 1,57       | 321              | 57111      | 57535        |
| Clouange                                    | 3.591                    | 3,01       | 1.193            | 57143      | 57185        |
| Marange-Silvange                            | 6.517                    | 15,24      | 428              | 57443      | 57535        |
| Montois-la-Montagne                         | 2.717                    | 7,1        | 383              | 57481      | 57860        |
| Moyeuvre-Grande                             | 7.320                    | 9,59       | 763              | 57491      | 57250        |
| Moyeuvre-Petite                             | 443                      | 5,43       | 82               | 57492      | 57250        |
| Pierrevillers                               | 1.460                    | 5,83       | 250              | 57543      | 57120        |
| Rombas                                      | 9.534                    | 11,69      | 816              | 57591      | 57120        |
| Rosselange                                  | 2.403                    | 5,35       | 449              | 57597      | 57780        |
| Sainte-Marie-aux-Chênes                     | 4.512                    | 10,19      | 443              | 57620      | 57255        |
| Vitry-sur-Orne                              | 2.929                    | 7,61       | 385              | 57724      | 57185        |
| Communauté de communes du Pays Orne Moselle | 52.783                   | 93,07      | 567              | –          | –            |